# 332省道 (浙江省)
S332省道又称温强线，是中国浙江省省道之一，原编号77省道。S331省道路线的起点是温州市三垟街道，经过蒲州街道、状元街道，终点为龙湾区永中街道（原永强镇）故又称温强线。温州龙湾国际机场建成后，该段路线改建为机场大道，现有通过灵昆大桥及灵霓北堤延伸到洞头的工程。 